# Hurrikan Wilma
Der Hurrikan Wilma war der 21. benannte Sturm und der zwölfte Hurrikan in der atlantischen Hurrikansaison des Jahres 2005. Damit wurden die bisher bestehenden Rekorde aus den Jahren 1933 (21 Stürme) und 1969 (12 Hurrikane) eingestellt. Weiterhin wurde dadurch auch zum ersten Mal, seit Einführung der alphabetischen Bezeichnungen für Hurrikane im Jahre 1953, der Buchstabe W der Namenssequenz erreicht.
Nach Emily, Katrina und Rita war Wilma der vierte Hurrikan der höchsten Kategorie 5 der Saffir-Simpson-Hurrikan-Windskala im Jahr 2005. Damit gab es erstmals seit Beginn der Aufzeichnungen im Jahr 1851 vier Hurrikane der Kategorie 5 in einer Saison, nur in den Jahren 1960 und 1961 traten bis dahin zwei Wirbelstürme der höchsten Kategorie auf.
Obendrein war Hurrikan Wilma der stärkste Wirbelsturm, der bis dato im Atlantik registriert wurde. Mit einem am 19. Oktober gemessenen Kerndruck von 882 hPa unterbot er Hurrikan Gilbert aus dem Jahr 1988, der Kerndruck war der bisher niedrigste, der jemals in einem atlantischen Hurrikan gemessen wurde. Nur im nordpazifischen Hurrikan Patricia und bei Taifunen wurden noch niedrigere Kerndrücke festgestellt. Den Rekord für alle tropischen Wirbelstürme hält der Taifun Tip, bei dem am 12. Oktober 1979 nur 870 hPa gemessen wurden.
Außerdem wurde bei Hurrikan Wilma der bislang stärkste je gemessene Luftdruckabfall innerhalb von 24 Stunden mit 98 hPa registriert. Zum Vergleich: Bei Taifun Forrest wurde im September 1983 im nordwestlichen Pazifik ein Druckabfall von 92 hPa innerhalb von 24 Stunden gemessen.
Mit einer maximalen mittleren Windgeschwindigkeit von 295 km/h und Windböen bis 340 km/h wurde Wilma am 19. Oktober 2005 in die höchste Kategorie 5 eingestuft. Hurrikan Wilma übertraf den verheerenden Hurrikan Mitch, der sich im Oktober 1998 ebenfalls in der Region verstärkte, somit in allen technischen Belangen.

## Verlauf

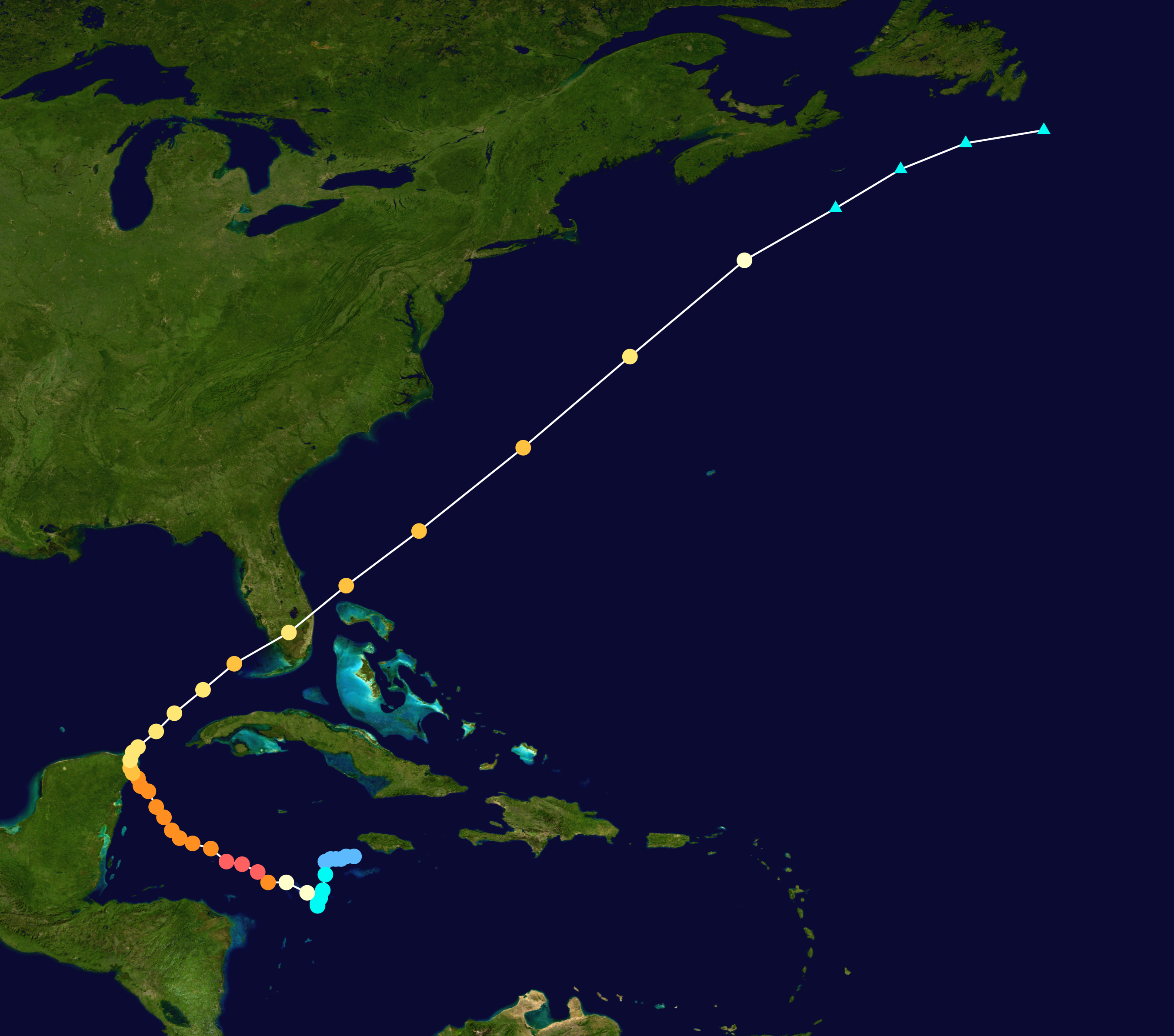
Zugbahn Wilmas

Entstanden ist Wilma am 10. Oktober 2005 südwestlich von Jamaika aus einer alten Wetterfront, die sich vom Westatlantik bis in die Karibik erstreckte. Schauer und Gewitter formierten sich zum 24. Tropischen Tiefdrucksystem der Saison 2005 und am 17. Oktober wurde dieses Tief zum Sturm Wilma heraufgestuft. Am 18. Oktober erreichte Wilma Hurrikanstärke Kategorie 1, entwickelte sich unter einem gewaltigen Intensivierungsschub weiter und erreichte weniger als 24 Stunden später die höchste Kategorie 5. Innerhalb eines Zeitraums von 24 Stunden wurde aus einem starken tropischen Sturm mit Windgeschwindigkeiten von ca. 110 km/h ein verheerender Hurrikan mit Winden von 295 km/h.
Wilma schlug einen nordwestlichen Kurs ein und bewegte sich mit einer Zuggeschwindigkeit von 9 bis 13 km/h auf die Nordostspitze Yucatáns zu. Am 20. Oktober schwächte sich der Wirbelsturm etwas ab und wurde in Kategorie 4 eingestuft. Der Gesamtkomplex erreichte dennoch etwa die Größe von Deutschland. 
Wilma traf am 21. Oktober gegen 17 Uhr (MESZ) mit mittleren Windgeschwindigkeiten von etwa 230 km/h auf die Yucatán vorgelagerte Insel Cozumel. Der Hurrikan zog mit einer sehr geringen Zuggeschwindigkeit von etwa 6 km/h nordwärts in Richtung Cancún. Deswegen befand sich Cozumel etwa zwei Stunden bei Sonnenschein und Windstille in dem etwa 50 km breiten Auge des Hurrikans. Hurrikan Wilma war nach Hurrikan Emily am 18. Juli bereits der zweite Hurrikan des Jahres 2005, der Cozumel direkt traf.
Wilma zog danach nur sehr langsam über den Nordosten Yucatáns hinweg und erreichte am 22. Oktober den Golf von Mexiko als Hurrikan der Kategorie 2.
Am 24. Oktober erreichte der Wirbelsturm die Inselgruppe Florida Keys, mittlerweile wieder zu einem Hurrikan der Kategorie 3 heraufgestuft, mit Winden von mindestens 195 km/h. Die Voraussagen eines Nachlassens durch das National Hurricane Center  hatten sich nicht erfüllt und in der Nacht wurden Winde mit Spitzengeschwindigkeiten von 193 km/h gemessen. Der Sturm traf bei Cape Romano zwischen den Städten Naples und Everglades im Collier County an der Südwestküste Floridas auf das Festland und erreichte dabei Windgeschwindigkeiten von bis zu 200 km/h laut Aussage des U.S. National Hurricane Centers. Nach rund sechs Stunden verließ er als Kategorie 2 die Halbinsel Floridas und konnte sich danach über dem Golfstrom nochmals unerwarteterweise auf Kategorie 3 intensivieren.
Am 25. Oktober schwächte sich Wilma zusehends ab, auch wenn noch weite Küstenabschnitte mit stürmischen Ausläufern beaufschlagt wurden. Ende Oktober bzw. Anfang November brachte Wilma, mittlerweile ein Tief über der Nordsee, Regen nach Europa.

## Auswirkungen
| Rang           | Hurrikan    | Saison | Min. Luftdruck hPa (mbar) |
| -------------- | ----------- | ------ | ------------------------- |
| 1              | Wilma       | 2005   | 882                       |
| 2              | Gilbert     | 1988   | 888                       |
| 3              | „Labor Day“ | 1935   | 892                       |
| 4              | Rita        | 2005   | 895                       |
| 5              | Allen       | 1980   | 899                       |
| 6              | Camille     | 1969   | 900                       |
| 7              | Katrina     | 2005   | 902                       |
| 8              | Mitch       | 1998   | 905                       |
| 8              | Dean        | 2007   | 905                       |
| 10             | Maria       | 2017   | 908                       |
| Quelle: HURDAT |             |        |                           |

### Karibik
Starke Regenfälle am Rande von Wilma haben zunächst vor allem auf der Insel Jamaika, in Haiti sowie an den Küsten von Honduras und Nicaragua Überschwemmungen und Erdrutsche ausgelöst. In Haiti starben 12 Menschen bei einem Erdrutsch, in Jamaika kostete der Hurrikan ein weiteres Menschenleben.

### Mexiko
Am 21. Oktober kam es auf der Halbinsel Yucatán zu vernichtenden Schäden. In vielen mexikanischen Ortschaften wurde der Notstand ausgerufen. Am Wochenende entwurzelte der Hurrikan Bäume auf Yucatán, zerstörte Häuser und überflutete Straßen. Im Urlaubszentrum Cancún standen die Fluten meterhoch im Hotelviertel. Am 24. Oktober saßen noch immer schätzungsweise 20.000 Touristen in Notunterkünften fest, teils die vierte Nacht in Folge. Nach Aussage einzelner gab es kaum noch ausreichend Nahrung, Wasser und keinen Strom. In der Stadt trieben Schutt und Trümmer durch überflutete Straßen, Wilma hatte drei Tage lang schwere Schäden angerichtet.
Auf der vorgelagerten Insel Cozumel wurde von 4 Toten berichtet, 2 Menschen starben bei einer Gasexplosion, die in Playa del Carmen durch die heftigen Winde ausgelöst wurde. Nach weiteren Berichten sollen mindestens 4 weitere Todesopfer in Mexiko zu beklagen sein.

### Kuba
Am frühen Morgen des 24. Oktober drückte der Hurrikan massive Wellen auf Kuba, das Wasser strömte bis zu vier Straßenzüge weit in die Hauptstadt Havanna. Die Malecon-Küstenstraße und viele Landstriche wurden überflutet, während sich Wilma anschickte, auf Florida zu treffen. Die Behörden Kubas hatten über 625.000 Menschen aus dem Westen des Landes evakuiert und in Sicherheit gebracht.

### Florida
Während der Sturm Kuba nur gestreift hatte, bereitete sich der US-Bundesstaat Florida auf das Auftreffen eines Hurrikans der Kategorie 3 vor. Allerdings ignorierten die meisten Bewohner Evakuierungsanweisungen der Behörden, die mit einer bis zu fünf Meter hohen Flutwelle rechneten. Am Morgen peitschte der Sturm über die Florida Keys hinweg, hinterließ Meerwasser in den Straßen und verursachte Stromausfälle in weiten Teilen der Inseln. Gegen Tagesanbruch traf er auf die Küste nahe der Stadt Naples, beschädigte tausende Häuser und raubte etwa sechs Millionen Menschen die Stromversorgung. Flughäfen wurden geschlossen und an der Ostküste, wie beispielsweise in Miami, wurden nach Angaben des Katastrophenschutzes noch mehr Schäden angerichtet. Der Sturm wurde hier sehr stark unterschätzt. Es rechnete kaum jemand damit, dass er über ganz Florida ziehen und die Ostküste erreichen würde. Wilma traf die Menschen dort unvorbereitet. In Florida wurde von sechs weiteren Todesopfern berichtet.